# 韩家庄魁星楼
韩家庄魁星楼，位于山西省临汾市洪洞县万安镇韩家庄村东南的农田中，这里地势低洼，为平抑风水，祈愿学子金榜题名而建此楼。魁星楼建在4米高的方形平台上，楼高三层，正方形平面，底层飞檐遮蔽平台，二层八角顶，三层圆形攒尖顶，造型奇特。韩家庄魁星楼已公布为洪洞县文物保护单位。